# 房兆
房兆（?—?），隋朝将领，代人。
房兆本姓屋引氏，屋引氏是高车族人，十六国西秦时就有屋引出支。北魏孝文帝改革，屋引氏改为房姓。刚毅有武略。多次担任行军总管攻打突厥，以功官至柱国、徐州总管。《隋书》《北史》称史失其事。结合新出土墓志，房兆官至使持节、大将军、行军总管、徐州总管、柱国、莱州、徐州二州刺史，梁幽夏朔等十七州诸军事、金紫光禄大夫、平高郡公。
他的父亲为房虎，又名房庆、房严，官至北周使持节、大都督、大将军、开府仪同三司、光禄大夫、太子太傅、太师、恂长恒四州刺史、平阳公。伯父北齐侍中、吏部尚书房谟，即武则天时代宰相房融的高祖父。房兆的哥哥房渊，为北周直阁将军、隋朝豫章郡守、安政公；房渊之子房崱，官至光禄少卿，参与镇压瓦岗军。

## 子孙
- 房叔，齐王（李元吉）右一府骠骑将军
  - 房宝子
    - 房僧荣

  - 房仁愻，太子（唐高宗）东宫千牛
    - 房高高
- 房万昌，隋元德太子（杨昭）千牛，朝散大夫
  - 房德，字孝衡，唐朝夔州司马
    - 房元裕